# Йоганнес Ребманн
Йоханнес Ребманн (нім. Johannes Rebmann; 16 січня 1820 — 4 жовтня 1876) — німецький місіонер та дослідник, перший з європейців разом зі своїм колегою Йоганном Людвігом Крапфом висадився на узбережжя Індійського океану Африки. Окрім того, він перший з європейців знайшов гору Кіліманджаро. Новина про відкриття Ребманна була опублікована в журналі «Church Missionary Intelligencer» у травні 1849 року, але протягом дванадцяти років вважалася звичайною фантазією. Географічне товариство Лондона постановило, що снігу не могло бути у таких широтах, тому доповідь Ребманна пояснили галюцинаціями хворого на малярію місіонера. І тільки у 1861 році дослідники розпочали вимірювання Кіліманджаро. Експедиції в Танзанії між 1861 та 1865 роками на чолі з німецьким бароном Карлом Клаусом фон дер Деккеном підтвердили доповідь Ребманна. Разом зі своїм колегою Йоганном Людвігом Крапфом Ребанн також відкрив гору Кенія. Вважається також, що ці відкриття мали вплив на майбутні африканські експедиції європейців, в тому числі експедиції Річарда Френсіса Бертона, Джона Геннінга Спіка та Девіда Лівінгстона.

## Молоді роки
Ребманн народився у родині швабського селянина та виноградаря 16 січня 1820 року у Герлінгені, Вюртемберг. Село де він жив було зовсім невеликим, близько 1500 жителів. Навіть у ранньому віці він прагнув стати «проповідником та агітатором Євангелія».
Пізніше, коли Ребманн став юнаком, він вирішив присвятити себе місіонерству і навчався в Базелі. У 1846 році
разом з колегою-місіонером Йоганном Людвігом Крапфом Ребанн вирушив до Східної Африки на кораблі під назвою «Arrow». Вони працювали у районах навколо Кенії, а також у інших місцевостях Африки.
Місіонерська праця була важкою і у них виникало багато труднощів при переконанні племінних вождів, щоб ті дозволити їм говорити з людьми. Крапф звернув увагу (як він це назвав) на «сплеск ісламу», який проходив Африкою, і прагнув створити постать християнина, що зможе протистояти впливу інших релігій на людей континенту. Радіус впливу двох місіонерів розширювався, і плани християнських місіонерських форпостів в регіоні почали розвиватися.
Під час свого перебування в Африці Ребманн розпочав вести щоденник з 1848 року та вів його до кінця свого життя. У щоденнику Ребманн пише, що виключно його християнська віра дозволяла зберігати стабільність на африканському континенті, де до нього зважилося побувати лише декілька європейців. Виписка з щоденника, яку Ребманн в свою чергу взяв з Біблії (Пс. 51:12) відображає впевненість Ребманна у своїй вірі: «Поверни мені радість спасіння Твого і духом могутнім укріпи мене».

## Сходження на Кіліманджаро та гору Кенія
У 1848 році Ребманн був першим європейцем, який побачив Кіліманджаро. Наступного року разом із Крапфом він побачив гору Кенія.
16 жовтня 1847 року Ребманн та Крапф вирушили на підкорення гори Касігау. Разом з ними йшли вісім тубільців та місцевий вождь на ім'я Бвана Кері. Ця експедиція була розроблена з метою встановлення перших місіонерських пунктів в регіоні. Похід видався успішним і група тубільців та місіонерів повернулася в Момбасу 27 жовтня.
Під час подорожі та перебування в регіоні Ребманн і Крапф чули розповіді про велику гору «Kilimansharo», вершина якої сягає хмар та «завершена сріблом». Двоє друзів, як і більшість європейців в той час, вважали, що сніг і лід не може існувати так близько до екватора, і через те не зрозуміли виразу «увінчана сріблом».
Ребманн і Крапф були не тільки місіонерами але і дослідниками, тому гора Кіліманджаро дуже їх зацікавила. Крапф попросив дозволу губернатора Момбаси на проведення експедиції на землі Jagga, народ тепер відомий як Чагга, які жили і живуть на схилах Кіліманджаро. Крапф повідомив губернатора, що ця подорож буде робочою. Але Крапф практично не супроводжував Ребманна у цій подорожі, тому тільки Бвана Кері та Ребманн вирушили до Кіліманджаро 27 квітня 1848 року.
Протягом двох тижнів Ребманн та його провідник йшли в межах видимості гори. Він занотував у своєму щоденнику, що бачить дивний білий колір на вершині Кіліманджаро, і запитав провідника, що він думає про це. Згідно записів Ребманна провідник «не знав, що це було, але припустив, що це холод». Саме тоді Ребманн зрозумів, що хоча Кіліманджаро розташована у місцевості, у якій, як вважалося, неможливим був сніг або «холодність», провідник був правий, що гора фактично покрита снігом. У 1849 році спостереження були опубліковані, але ці висновки не були по-справжньому прийняті більшою частиною наукового товариства того часу. 10 листопада 1848 року Ребманн у своєму щоденнику зробив запис про сходження на гору.
|  | Сьогодні вранці ми роздивилися гори Чагга більш чітко, ніж будь-коли, і близько десятої годин мені здалося, що я побачив сліпучу білу хмару. Мій провідник керівництво називає її просто «Baridi», «холод», але цілком зрозуміло для мене, що це не може бути нічим іншим ніж сніг |

Гора Кенія була знайдена Крапфом наступного року, 3 грудня 1849. Це відкриття також зустріли з недовірою в Європі, але впливу обох цих подій був достатньо, щоб викликати подальші дослідження в інших регіонах Африки, тим самим стимулюючи зростання наукових знань про народи, історію, географію африканського континенту.

## Інші дослідження африканського континенту
Ребманн залишався в Африці майже тридцяти років поспіль. Він дотримувався думки, що необхідно багато витримки та терпіння для того щоб дійсно зробити вплив на африканські народи та виконати своє призначення місіонера. Схоже, що ця політика була рушійною силою його багаторічної роботи на континенті.
Окрім експедиції на Кіліманджаро, Ребманн і Крапф відвідали інші регіони, зокрема Великі Африканські озера та гору Меру (Танзанія). Ребманн навіть одружився із місіонеркою Анною-Марією, уродженою Maisch, з якою він провів п'ятнадцять років місіонерської роботи в Африці до її смерті в 1866 році, і мав дитину, яка померла всього за кілька днів після народження. Також під час свого перебування в Африці, після експедицій на Кіліманджаро і в район Великих озер, він вивчив декілька місцевих мов, а також написав словник з мови суахілі.

## Останні роки та смерть
Після майже повної втрати зору з невідомих причин Ребманн повернувся до Європи у вересні 1875 року. Він повернувся до Німеччини вперше за 29 років місіонерської роботи в Африці. Згодом Ребманн оселився в Кортналі недалеко від Штутгарту, щоб бути поруч із старим другом Крапфом. Навесні 1876 року за порадою Крапфа він одружився з вдовою місіонера з Індії Луїзою уродженою Däuble. Шлюб не протривав довго, так як 4 жовтня 1876 року Ребманн помер від пневмонії.
Спадщина, яку він залишив після себе зберігається у фонді релігійного товариства, присвяченого Ребманну та його пам'яті. Робота Ребманна в Африці, як місіонера й дослідника, дозволила іншим європейцям слідувати по його стопах.